# Azana sinusa
Azana sinusa är en tvåvingeart som beskrevs av Coher 1995. Azana sinusa ingår i släktet Azana och familjen svampmyggor. Inga underarter finns listade i Catalogue of Life.